# Cyprinodon bobmilleri
Cyprinodon bobmilleri är en fiskart som beskrevs av Lozano-vilano och Contreras-balderas, 1999. Cyprinodon bobmilleri ingår i släktet Cyprinodon och familjen Cyprinodontidae. Inga underarter finns listade i Catalogue of Life.